# Hyphoderma litschaueri
Hyphoderma litschaueri är en svampart som först beskrevs av Edward Angus Burt, och fick sitt nu gällande namn av J. Erikss. & Å. Strid 1975. Hyphoderma litschaueri ingår i släktet Hyphoderma och familjen Meruliaceae.  Arten är reproducerande i Sverige. Inga underarter finns listade i Catalogue of Life.